# Prova del iode
La prova del iode o prova del lugol serveix per esbrinar si un cert aliment conté o no midó. El lugol és una substància formada per Iode i aigua destil·lada i aquest Iode reacciona amb el midó, concretament amb l'amilosa, ja que aquesta adapta la forma helicoïdal i, per tant, el iode queda atrapat en aquesta espiral i reacciona.

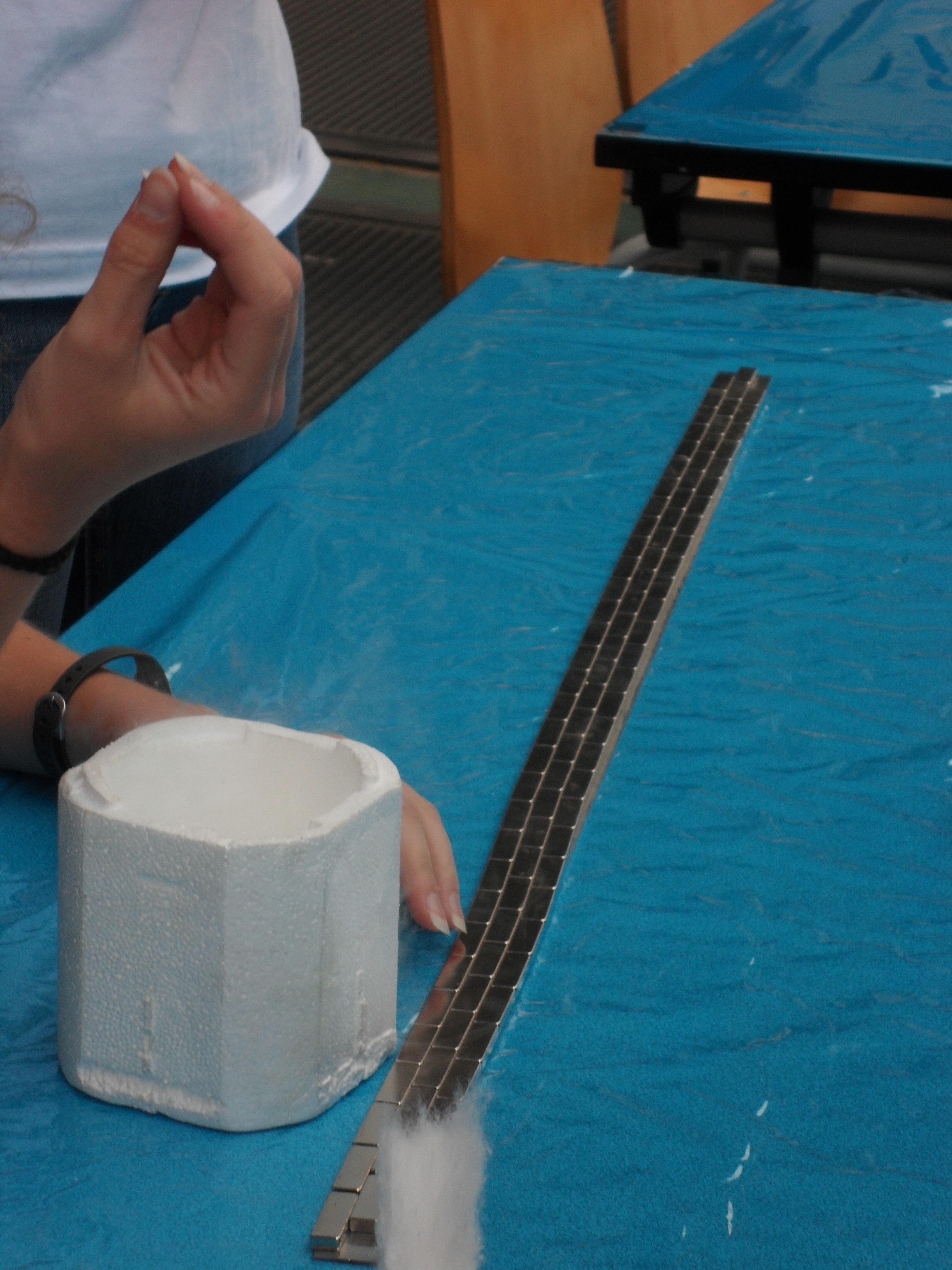
Prova del iode

Visualment es pot observar fàcilment l'efecte que produeix aquesta reacció, ja que l'aliment es torna d'un color blavós-negre. Les substàncies que no contenen amilosa no reaccionen i no canvia el seu color.